# Jógvan Poulsen
Jógvan Poulsen var lagmand på Færøerne i to perioder fra 1654–1655 og 1662–1677.
Jógvan Poulsen var færing og gift med en datter af tidligere lagmand Jógvan Justinusson. Han var oprindelig bonde i bygden Oyri på Eysturoy, før han blev valgt til leder af Lagtinget. Kong Frederik 3. ønskede dog ikke Poulsen som lagmand og erstattede ham med danskeren Balzer Jacobsen, en af Christoffer Gabels støtter. Gabel havde på denne tid monopol på handelen til og fra Færøerne, hvilket ledte til en vanskelig og konfliktfyldt situation på øerne. Jacobsen var lagmand frem til 1661, da Jógvan Poulsen igen overtog embedet.
Poulsens søn Jákup Jógvansson efterfulgte sin far som lagmand i 1677.  